# 斉藤莉生
斉藤 莉生 (さいとう りお、2000年〈平成12年〉1月3日 - ) は日本の俳優。
ホリプロ所属。

## 来歴
北海道稚内市出身。北翔大学教育文化学部芸術学科舞台芸術分野を卒業。
小学1年生でわっかない子どもミュージックサークル エンジェルボイスに入団。そこで参加したミュージカルをきっかけに舞台に興味を持つ。大学では舞台芸術を学ぶ。
大学卒業後、ハリー・ポッターと呪いの子にてスコーピウス・マルフォイ役で2022年6月16日にプロデビュー。
本来のデビュー日は8月だったが、ダブルキャストである門田宗大が稽古中の怪我のため休演が決定。急遽プレビュー公演からの登板となり、6月～8月までの期間シングル登板となった。
2023年7月22日～7月30日ザ・ミステリアス・ストレンジャー(原作マーク・トウェイン、演出白石隼也)に出演。

## 人物
趣味は写真、ゲーム、映画鑑賞で特技はドラム、動画制作、声真似。
好きな食べ物はお寿司。
ハリー・ポッターシリーズで好きなキャラクターはリーマス・ルーピン。

## 出演
太字はメインキャラクター

### 舞台
2022年
- ハリー・ポッターと呪いの子（6月‐12月赤坂ACTシアター）-スコーピウス・マルフォイ 役 - （2023年1月4日に同舞台を心身不調のため降板[3]。）

2023年
- ザ・ミステリアス・ストレンジャー（7月浅草九劇）-テオドール・フィッシャー 役

2024年
- 中村仲蔵 〜歌舞伎王国 下剋上異聞〜（2月 - 3月東京建物 Brillia HALL 他） - 蕎麦屋の万蔵 役 他[4][5]
- ハムレット（2024年5月 - 6月、彩の国さいたま芸術劇場 大ホール 他）-ヴォルティマンド 役 ほか[6]

2025年
- 中村仲蔵 〜歌舞伎王国 下剋上異聞〜（9月上海交通銀行前滩31文化芸能センター・大劇場） - 蕎麦屋の万蔵 役 他[7]

### テレビドラマ
2023年
- 埼玉のホスト 第5話 -スタッフ 役
- around1/4 アラウンド・クォーター 第6話 - 康祐の後輩 役
- 3000万 第3話 - レストラン店員 役
- 未来の私にブッかまされる!? 第4週、第5週 - 番組スタッフ 役

2025年
- トーキョーカモフラージュアワー 最終話（3月24日、朝日放送テレビ） - 宏人の後輩社員 役
- 弁護士 六角心平 京都殺人事件簿[8]（3月29日、BS日テレ） - 片岡慎慈 役
- 能面検事 第6話（8月15日、テレビ東京）[9]